# Montrichardia
Montrichardia, maleni rod kozlačevki smješten u vlastiti tribus Montrichardieae, dio je potporodice Aroideae. Sastoji se od dvije južnoameričke tropske zimzelene vrste koje mogu izrast do gigantske veličine. To su rizomatozni helofiti koji tvore velike kolonije duž rijeka s uspravnim zračnim stabljikama i dobro razvijenim internodijama koje ponekad nose bodlje. 
Postoji i jedna fosilna vrsta, Montrichardia aquatica.

## Vrste
1. Montrichardia arborescens (L.) Schott
2. Montrichardia linifera (Arruda) Schott

## Sinonimi
- Pleurospa Raf.